# Aachener Tierpark Euregiozoo
Koordinaten: 50° 45′ 50″ N, 6° 6′ 55″ O
Der Aachener Tierpark Euregiozoo (vormals Aachener Tierpark) ist ein 8,9 Hektar großer Zoo zwischen den Stadtteilen Forst und Beverau im Aachener „Drimborner Wäldchen“, das nach der früheren Familie der Schöffen-Bürgermeister Hermann von Dremborn und Johann von Drimborn benannt ist.
Er wird vom Beverbach durchflossen, der im nordwestlichen Teil des Parks zu einem rund 2 ha großen See gestaut wird. 2007 wurde der Zoo in den Verband der Zoologischen Gärten aufgenommen, in den nur wissenschaftlich geführte Zoos mit strengen Artenschutzrichtlinien und Zuchtprogrammen kommen.

## Geschichte
Der erste Tierpark in Aachen war der 1885 im Lochnergarten angelegte Zoologische Garten Aachen auf dem Gelände des heutigen Aachener Westparks. Dieser Zoo beherbergte etwa 50 Riesenschlangen, Bären und Tiger sowie zahlreiche heimische Tierarten. Im Jahr 1905 wurde die Parkanlage vorübergehend geschlossen, weil man die Futter- und die Transportkosten für die Tiere des Zoologischen Gartens unterschätzt hatte.
Im Jahr 1935 wurde wieder ein Tierpark an alter Stelle eröffnet. In den Jahren vor und während des Zweiten Weltkrieges zwischen 1935 und 1944 hieß er Tier- und Pflanzengarten Aachen. Ein Großteil der Tiere kam bei einem Bombenangriff im Jahr 1944 ums Leben. Der Rest des Tierbestandes wurde nach Ulm verkauft. Nach dem Ende des Zweiten Weltkriegs wurden alle vorhandenen Bauten im Westpark abgerissen. Aus der Zeit des Tierparks blieb bis heute nur ein Weiher am Ausgang zur Lochnerstraße erhalten.
Nach 22 Jahren ohne Zoo wurde 1966 im Drimborner Wäldchen ein neuer Tierpark angelegt, der am Anfang nur über eine geringe Fläche verfügte, die jedoch in den letzten Jahrzehnten stetig gewachsen ist. Mehrere Teile des Landschaftsschutzgebietes konnten in den Euregiozoo einbezogen werden. Es grenzte zu Beginn ein Ausflugslokal an den Tierpark. Seit Sommer 2014 ist eine Kindertagesstätte hier beheimatet.
2004 listete Greenpeace den Tierpark unter den besten 22 Zoos in Deutschland, der Schweiz und Österreich.

## Tierbestand und Einrichtungen

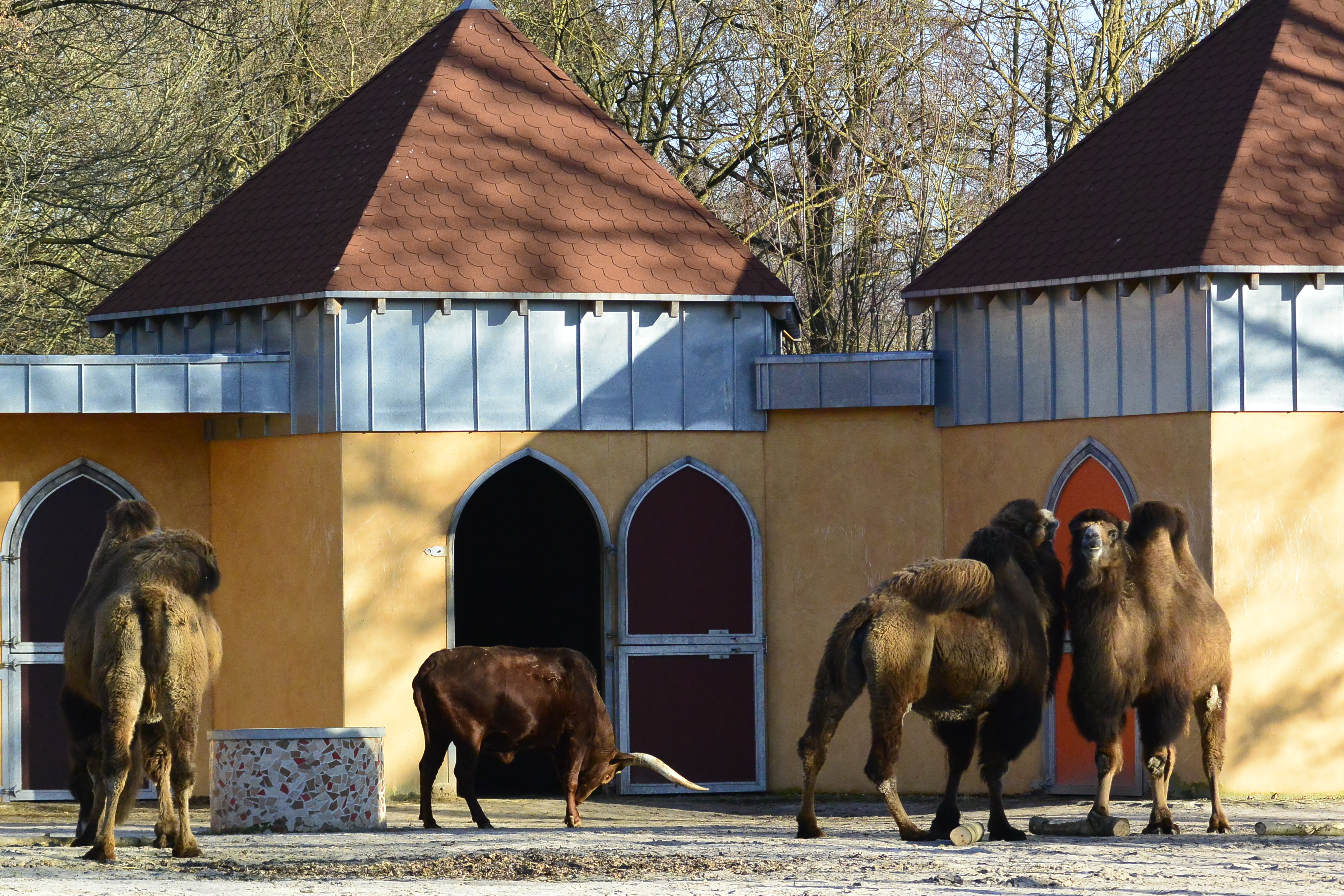
Trampeltiere und Watussirinder vor der Karawanserei

Im Tierpark befinden sich etwa 700 Tiere aus gut 100 Arten. Besonders reich an heimischen Tieren, bietet der Park aber auch Affen, asiatische Trampeltiere, Zebras, Watussirinder, Luchse, Servale, Geparde, Antilopen, Afrikanische Strauße und exotische Vögel, darunter mit dem Waldrapp den einzigen ursprünglich in Deutschland heimischen Ibis, ein Zuhause. 70 Arten Wassergeflügel bevölkern einen etwa zwei Hektar großen See und kleinere Teiche. Im Park befindet sich ein römischer Sarkophag, der 1793 bei Haus Palant in Weisweiler gefunden wurde, außerdem zahlreiche Plastiken verschiedener regionaler und überregionaler Künstler.

## Verkehrsanschluss
Die nächsten Autobahn-Anschlussstellen sind Aachen-Brand an der A 44 und Aachen-Rothe Erde an der A 544.
Parkplätze sind vor dem Eingang vorhanden. Zusätzliche Parkplätze findet man entlang des Außenrings an der Adenauerallee, die auch ohne Umweltzonen-Plakette erreichbar sind.
Der nächste Bahnhof ist Aachen-Rothe Erde, hier halten der NRW-Express, Rhein-Sieg-Express und die Euregiobahn. Vom Bahnhof sind es rund fünfzehn Minuten Fußweg zum Tierpark.
Man erreicht den Tierpark auch mit den Bussen des ÖPNV. Die AVV-Linien 16 und 46 der ASEAG fahren direkt zum Tierpark, andere Linien mit hoher Taktung zur Haltestelle Zeppelinstraße. Von dort sind es rund zehn Minuten Fußweg zum Tierpark.
| Linie | Verlauf |
| ----- | --- |
| 16    | Aachen Bushof – Bf Rothe Erde – Tierpark – Forster Linde – Lintert – Hitfeld – Oberforstbach – Schleckheim – (Pascalstr. –) Nütheim – Walheim – Schmithof – Sief (– Lichtenbusch)                                                             |
| 46    | Aachen Bushof – Bf Rothe Erde – Tierpark – Forster Linde – Lintert – Hitfeld – Oberforstbach – Schleckheim – Nütheim – Walheim – Hahn – Venwegen Abzweigung – Breinig Entengasse –Mulartshütte – Rott – Dreilägerbachtalsperre – Roetgen Post |